# Annie Meussen
Annie Meussen (Groesbeek, 1949) is een Nederlands illustrator en beeldend kunstenaar.
Meussen werd al vroeg geïnspireerd door het tekenwerk van haar vader. Ze volgde de MULO en werd later kleuterleidster in het Radboudziekenhuis in Nijmegen. Daar gaf ze les aan kinderen met huidziektes en aan jeugdige leukemie-patiënten. Ook leerde ze daar Joep de Bekker kennen. Hij was niet alleen hoofd van de medische tekenkamer, maar ook beeldend kunstenaar. Hij maakte onder meer cartoons voor dagblad de Volkskrant. Meussen leerde van hem het portretteren. 
Ze trouwde, zegde haar baan op en kreeg twee dochters. Begin jaren '80 van de 20e eeuw volgde ze in Den Bosch de avondopleiding LO-akte tekenen. Daar werd de basis gelegd voor haar aquareltechniek. Na het behalen van haar diploma gaf ze privéles in het tekenen. 
Meussen kreeg van Vereniging Natuurmonumenten haar eerste opdracht: het natuurgetrouw tekenen van onkruid-kaarten. Geïnspireerd door de plantenkennis van haar partner Willem Iven legde ze zich toe op het tekenen van natuurtekeningen in allerlei vormen en formaten. Veel van haar illustraties zijn terug te vinden in educatieve kinderboeken als De Kleine Zoogdierengids en De Kleine Strandgids, prentenboeken, wenskaarten en in kalenders. Voor het Verkade-album Eik en Beuk (editie 1995) van Jac. P. Thijsse maakte ze de aquarellen.
- Gemeinsame Normdatei: 124126812
- International Standard Name Identifier: 0000 0003 6917 7229
- Nederlandse Thesaurus van Auteursnamen: 073819654
- RKD-Nederlands Instituut voor Kunstgeschiedenis: 278215
- Virtual International Authority File: 40304233
- WorldCat: E39PBJyGTJh7yv4mtb6hPTC84q